# Торангылык
Торангылык (каз. Тораңғылық) — курортный посёлок в составе города Балхаш (до 22 июня 2023 года — село в Актогайском районе) Карагандинской области Казахстана. Бывший административный центр бывшего Торангылыкского сельского округа. Находится на берегу озера Балхаш, примерно в 171 км к югу от села Актогай, административного центра района. Код КАТО — 353675100.
22 июня 2023 года был упразднён Торангалыкский сельский округ Актогайского района, а его территория вместе с курортным посёлком Торангалык была включена в состав города Балхаш.

## Население
В 1999 году численность населения села составляла 481 человека (230 мужчин и 251 женщина). По данным переписи 2009 года, в селе проживало 485 человек (246 мужчин и 239 женщин).